# Coenochroa
Coenochroa is een geslacht van vlinders van de familie snuitmotten (Pyralidae), uit de onderfamilie Phycitinae.

## Soorten
- C. bipunctella Barnes & McDunnough, 1913
- C. californiella Ragonot, 1887
- C. dentata Shaffer, 1989
- C. illibella Hulst, 1887
- C. monomacula Dyar, 1914
- C. prolixa Shaffer, 1989